# Норт Хартланд (Вермонт)
Норт Хартланд (енгл. North Hartland) насељено је место без административног статуса у америчкој савезној држави Вермонт.

## Демографија
По попису из 2010. године број становника је 302.
| Група             | 2000.    | 2010.       |
| Белци             | 0 (0,0%) | 291 (96,4%) |
| Афроамериканци    | 0 (0,0%) | 3 (1,0%)    |
| Азијати           | 0 (0,0%) | 2 (0,7%)    |
| Хиспаноамериканци | 0 (0,0%) | 5 (1,7%)    |
| Укупно            | 0        | 302         |